# Ahmed El Khannouss
Ahmed El Khannouss, né le 26 janvier 1968 à Watermael-Boitsfort, est un homme politique belge bruxellois, député honoraire, Chef de groupe de Molenbeek Autrement-Molenbeek Anders et président du CPAS de Molenbeek-Saint-Jean depuis le 17 février 2025.

## Biographie
Ami d'enfance du prédicateur d'origine marocaine Rachid Haddach, Ahmed El Khannouss entame un cursus d’études supérieures d'assistant social, puis s’engage comme éducateur dans l'enseignement secondaire. 
Professionnellement, Il travaille comme chauffeur de bus pendant 13 ans à la Société des transports intercommunaux de Bruxelles, puis au cabinet du ministre Benoît Cerexhe, au sein de la cellule Emploi[réf. nécessaire].
C’est en 2006, qu’il aborde sa carrière politique par un mandat d’échevin à la commune de Molenbeek-Saint-Jean, chargé de l'emploi, de l'économie sociale, des sports et de relations internationales, et en 2009 est élu député au parlement bruxellois. 
En 2010, il milite pour la libération pour raisons médicales du djihadiste belgo-marocain Oussama Atar des geôles irakiennes,.

### Polémique autour de l'imam Toujgani
Début janvier 2022, sa défense de Mohamed Toujgani, imam expulsé en raison de signes de grave danger pour la sécurité nationale, outre sa proximité avec les services secrets marocains qui influencent le culte musulman en Belgique et son attaque du secrétaire d’État Sammy Mahdi, Ahmed El Khannouss suscite la polémique jusqu'à l'intérieur de son parti, qui le sanctionne d'un dernier avertissement, avant exclusion.
Finalement, le 10 octobre 2022, Maxime Prévot exclut Ahmed El Khannouss du parti politique.

### Président du CPAS
El Khannouss crée son propre parti et, à la suite du résultat des élections communales de 2024, participe à la majorité PS-PTB et devient président du Centre public d'action sociale (CPAS) de Molenbeek.

### Famille
Ahmed El Khannouss est l'oncle paternel du footballeur belgo-marocain Bilal El Khannouss.

## Carrière politique
- 2006-2018 : échevin à Molenbeek-Saint-Jean
- 2009-2019 : député au parlement bruxellois.